# 28 septembre
Pour les articles homonymes, voir Vingt-Huit-Septembre.
28 août 28 octobre
Chronologies thématiques
- Croisades
- Ferroviaires
- Sports
- Disney
- Anarchisme
- Catholicisme

Abréviations / Voir aussi
- (° 1852) = né en 1852
- († 1885) = mort en 1885
- a.s. = calendrier julien
- n.s. = calendrier grégorien
- Calendrier
- Calendrier perpétuel
- Liste de calendriers
- Naissances du jour

Le 28 septembre est le 271e jour de l'année du calendrier grégorien, 272e lorsqu'elle est bissextile (il en reste ensuite 94).
C'était généralement l'équivalent du 7 vendémiaire du calendrier républicain ou révolutionnaire français, officiellement dénommé jour de la carotte.

## Événements

### Iersiècleav. J.-C.
- 48 av. J.-C. : assassinat de Pompée.

### IVesiècle
- 351 : victoire de Constance II sur l'usurpateur Magnence, à la bataille de Mursa.

### XIesiècle
- 1066 : débarquement de Guillaume le Conquérant à Pevensey (actuelle Angleterre).

### XIIesiècle
- 1106 : bataille de Tinchebray, victoire du roi d'Angleterre sur son frère le duc de Normandie.

### XVIesiècle
- 1538 : bataille de Prévéza (guerre vénéto-ottomane), victoire des Ottomans de Barberousse, sur la Sainte Ligue d’Andrea Doria.

### XVIIesiècle
- 1651 : signature du traité de Bila Tserkva.

### XVIIIesiècle
- 1708 : bataille de Lesnaya (grande guerre du Nord), victoire des Russes sur les Suédois.
- 1781 : début de la bataille de Yorktown, aux actuels États-Unis.
- 1791 : promulgation en France d'une loi sur l'émancipation des juifs.
- 1794 : création en France de la future École polytechnique.

### XIXesiècle
- 1864 : fondation de l'Association internationale des travailleurs (« Première Internationale »).

### XXesiècle
- 1914 : début du siège d’Anvers (Première Guerre mondiale), victoire allemande.
- 1938 : la conspiration Oster manque de renverser Adolf Hitler par un coup d'État[1].
- 1939 : prise de Varsovie, et partage de la Pologne entre l'Allemagne et l'Union soviétique (Seconde Guerre mondiale).
- 1948 : résolution no 58, du Conseil de sécurité des Nations unies, relative à la cour internationale de justice.
- 1950 : admission de l'Indonésie aux Nations unies.
- 1958 : le référendum du 28 septembre 1958 approuve la constitution de la Cinquième République française.
- 1960 : admission du Mali et du Sénégal aux Nations unies.
- 2000 : début de la seconde Intifada.

### XXIesiècle
- 2009 : un massacre a lieu au stade du 28 septembre à Conakry, causant plus de 157 morts selon les ONG et 57 morts selon le Gouvernement et 1 200 blessés[2].
- 2014 : manifestations de 2014 à Hong Kong, des policiers utilisent du gaz lacrymogène contre les manifestants[3].
- 2015 : les talibans prennent la ville afghane de Kondoz[4].
- 2019 : élection présidentielle afghane[5].
- 2021 : Émeute de la prison de Guayaquil de septembre 2021 en Équateur faisant 118 tués[6].
- 2022 : À Nauru, Russ Kun est élu président de la République[7].
- 2024 : 5e jours des bombardements israéliens au Liban qui font état de 33 morts et 195 blessés de plus[8].

## Arts, culture et religion
- 1394 : élection de l'antipape Benoît XIII (Pedro Martínez de Luna, de son vrai nom).
- 1896 : Charles Pathé et son frère Émile fondent la société cinématographique Pathé Frères[9].
- 1943 : sortie à Paris du film Le Corbeau, réalisé par Henri-Georges Clouzot[10],[11].
- 2019 : le XXXe Festival de Dinard remet son Hitchcock d'or, également Prix du public, au film The Keeper, qui relate l'histoire vraie d'un ancien prisonnier devenu gardien de but d'un grand club de football de Manchester[12].

## Sciences et techniques
- 1905 : découverte de la relativité restreinte par Einstein[13].
- 2015 : 
  - éclipse lunaire, ainsi qu'une super lune affectant la partie est de l’Amérique du Nord, l’Amérique du Sud, ainsi que l’ouest de l’Europe et de l’Afrique[14].
  - un lanceur PSLV met en orbite Astrosat, le premier observatoire astronomique spatial indien[15].
  - la NASA affirme l'existence d'eau sur Mars[16].

## Économie et société
- 1893 : fondation du club de football portugais F.C. Porto[17].
- 2000 : le Danemark refuse d'adhérer à la zone euro par référendum[18].
- 2018 : en Indonésie, un séisme de magnitude 7,5, suivi d'un tsunami, frappe l'île des Célèbes, provoquant 832 morts et 580 blessés[19].
- 2022 : début du procès du massacre du 28 septembre 2009[20].
- 2023 : aux Pays-Bas, une double fusillade dans la ville de Rotterdam entraîne la mort de trois personnes ainsi qu'une vague de panique au centre médical Érasme[21].

## Naissances

### VIesiècleav. J.-C.
- -551 : Confucius / 孔子 (Kong Qiu / 孔丘 dit Kon Fou Tchéou ou), philosophe chinois  († 11 avril 479 av. J.-C.).

### XVIIesiècle
- 1698 : Pierre Louis Moreau de Maupertuis, philosophe, mathématicien, physicien, astronome et naturaliste français († 27 juillet 1759).

### XVIIIesiècle
- 1746 : William Jones, orientaliste et linguiste († 27 avril 1794).

### XIXesiècle
- 1803 : Prosper Mérimée, écrivain français († 23 septembre 1870).
- 1841 : Georges Clemenceau, homme politique, médecin et journaliste français, président du Conseil des ministres de 1906 à 1909, puis de 1917 à 1920 († 24 novembre 1929).
- 1852 : Henri Moissan, chimiste français, prix Nobel de chimie en 1906 († 20 février 1907).
- 1860 : Paul Villard, physicien et chimiste français († 13 janvier 1934).
- 1863 : Charles Ier, roi de Portugal de 1889 à 1908 († 1er février 1908).
- 1870 : Florent Schmitt, compositeur français († 17 août 1958).
- 1873 : Wacław Berent, homme de lettres polonais († 19 ou 22 novembre 1940).
- 1879 : David Koigen sociologue russo-allemand († 7 mars 1933).
- 1887 : Avery Brundage, athlète et officiel de sport américain, président du Comité international olympique de 1952 à 1972 († 8 mai 1975).
- 1895 : Wallace Harrison, architecte américain († 2 décembre 1981).

### XXesiècle
- 1901 : Edward Vincent « Ed » Sullivan, animateur de télévision américain († 13 octobre 1974).
- 1905 : 
  - Maximillian Adolph Otto Siegfried « Max » Schmeling, boxeur allemand († 2 février 2005).
  - Bill Northam, skipper australien, champion olympique († 6 septembre 1988).
- 1909 : Al Capp (Alfred Gerald Caplin dit), auteur américain de la bande dessinée Li'l Abner († 5 novembre 1979).
- 1911 : Ellsworth Vines, joueur de tennis américain († 17 mars 1994).
- 1913 : Alice Marble, joueuse de tennis américaine († 13 décembre 1990).
- 1914 : Luigi Dadaglio, prélat italien († 22 août 1990).
- 1915 : Ethel Rosenberg, espionne américaine († 19 juin 1953).
- 1916 :
  - Peter Finch, acteur britannique († 14 janvier 1977).
  - Olga Lepechinskaïa (Ольга Васильевна Лепешинская), danseuse russe († 20 décembre 2008).
- 1924 :
  - Pierre Aigrain, physicien et homme politique français († 30 octobre 2002).
  - Roudolf Barchaï, altiste et chef d'orchestre russe († 2 novembre 2010).
  - Marcello Mastroianni, acteur italien († 19 décembre 1996).
  - Rosetta Reitz, historienne du jazz et féministe américaine († 1er novembre 2008).
- 1925 : 
  - Seymour Cray, ingénieur américain († 5 octobre 1996).
  - Bob Braithwaite, tireur sportif britannique, champion olympique († 26 février 2015).
- 1927 : Luis Rijo, footballeur uruguayen († 8 mai 2001).
- 1928 : Martine Sarcey, actrice française († 11 juin 2010).
- 1929 : 
  - Lata Mangeshkar (लता मंगेशकर en hindi et marathi, née Hema Mangeshkar et dite le rossignol de l'Inde), chanteuse, compositrice et productrice indienne († 6 février 2022).
  - Zheng Xiaoying, cheffe d'orchestre chinoise.
- 1930 : Lucien Mias, joueur de rugby français.
- 1932 : Víctor Jara, auteur-compositeur-interprète, professeur, directeur de théâtre chilien († 13 septembre 1973).
- 1934 :
  - Brigitte Bardot, actrice et chanteuse française.
  - Ghislain Dufour, homme d'affaires québécois († 16 juillet 2023).
  - Janet Munro, actrice britannique († 6 décembre 1972).
- 1935 :
  - Ronald Lacey, acteur britannique († 15 mai 1991).
  - Heather Sears, actrice britannique († 3 janvier 1994).
- 1936 : Emmett Chapman, musicien américain de jazz connu comme l'inventeur du Chapman Stick († 1er novembre 2021).
- 1937 : Robert Schul, athlète américain spécialiste des courses de fond.
- 1938 : Ben E. King (Benjamin Earl Nelson dit), chanteur américain († 30 avril 2015).
- 1940 : Alexandre Ivantchenkov (Александр Сергеевич Иванченков), cosmonaute russe.
- 1942 :
  - Pierre Clémenti, acteur français († 27 décembre 1999).
  - Donna Leon, romancière américaine.
  - François Tamba Ndembe, sculpteur congolais († 18 septembre 2006).
- 1943 : James Thomas Patrick « J.T. » Walsh, acteur américain († 27 février 1998).
- 1944 : Miloš Zeman, homme politique tchèque, président de la Tchéquie depuis 2013.
- 1945 : Marielle Goitschel, skieuse française.
- 1946 :
  - Fiona Lewis, actrice britannique.
  - Brigitte Roüan, actrice et réalisatrice française.
  - Helen Shapiro, chanteuse britannique.
- 1947 : Jeffrey Jones, acteur américain.
- 1950 : John Sayles, réalisateur et scénariste américain.
- 1951 : Silvia Dionisio, actrice italienne.
- 1952 : Sylvia Kristel, actrice néerlandaise († 17 octobre 2012).
- 1954 : Jean-François Gourdon, joueur de rugby français.
- 1955 : 
  - Stéphane Dion, homme politique canadien, plusieurs fois ministre.
  - Károly Varga, tireur sportif hongrois, champion olympique.
- 1957 :
  - C.J. Chenier, musicien américain, spécialiste du zydeco.
  - Patrick Czaplinski, metteur en scène et réalisateur français.
  - Marc Duret, acteur français.
- 1958 : Darie Boutboul, femme jockey française.
- 1960 : 
  - Kamlesh Patel, homme politique britannique.
  - Thomas Wegmüller, cycliste sur route suisse.
- 1961 : 
  - Tatiana de Rosnay, journaliste et romancière française.
  - Yordanka Donkova, athlète bulgare, championne olympique du 110 m haies.
- 1962 : Grant Fuhr, hockeyeur canadien.
- 1963 :
  - Érik Comas, pilote de F1 et courses automobile d'endurance français.
  - Éric Spadiny, footballeur français.
- 1964 :
  - Claudio Borghi, footballeur puis entraîneur argentin.
  - Janeane Garofalo, actrice et humoriste américaine.
  - Yves Baumgarten, prélat catholique, évêque du Puy-en-Velay.
- 1965 : Roschdy Zem, acteur et réalisateur franco-marocain.
- 1967 :
  - Mira Sorvino, actrice américaine.
  - Moon Unit Zappa, actrice et chanteuse américaine.
  - Włodzimierz Zawadzki, lutteur polonais, champion olympique.
- 1968 :
  - Mika Häkkinen, pilote automobile finlandais.
  - Naomi Watts, actrice britannique.
- 1969 :
  - Anant Kumar, écrivain allemand d’origine indienne.
  - Éric Lapointe, chanteur canadien.
- 1970 : Kimiko Date (伊達 公子), joueuse de tennis japonaise.
- 1971 :
  - Ruiz Manuel (Manuel Ruiz Valdivia dit), matador espagnol.
  - Alekseï Ovtchinine, cosmonaute russe
  - Jean-Gaël Percevaut, basketteur français.
- 1972 : Kevin MacLeod, compositeur américain.
- 1973 : Brian Rafalski, hockeyeur américain.
- 1975 : Leonid « Lenny » Krayzelburg, nageur américain, quadruple champion olympique.
- 1976 :
  - Mesake Davu, joueur de rugby à XV fidjien.
  - Gawen DeAngelo « Bonzi » Wells, basketteur américain.
- 1977 :
  - Julien Pillet, sabreur français, double champion olympique.
  - Sylvia Pinel, femme politique française.
- 1979 :
  - Fabrice Ehret, footballeur français.
  - Bam Margera (Brandon Cole Margera dit), skateboardeur américain.
  - Kris Morlende, basketteur français.
- 1980 :
  - Benjamin Nicaise, footballeur puis entraîneur français.
  - Wassila Rédouane-Saïd-Guerni, escrimeuse algérienne.
- 1981 :
  - Wilfredo « Willy » Daniel Caballero, footballeur argentin.
  - José Manuel Calderón, basketteur espagnol.
  - Guillaume Samica, volleyeur français.
- 1982 :
  - Matthew Joseph « Matt » Cohen, acteur américain.
  - Ray Emery, hockeyeur sur glace canadien.
  - Nolwenn Leroy (Nolwenn Le Magueresse dite), chanteuse française.
  - Chukwuemeka Ndubuisi « Emeka » Okafor, basketteur américain.
  - Dustin Penner, hockeyeur sur glace canadien.
  - Filiberto Rivera, basketteur portoricain.
  - Anderson Varejão, basketteur brésilien.
- 1983 :
  - Michael Kraus, handballeur allemand.
  - Isabelle Pieman, patineuse artistique belge.
  - Anthony Ravard, cycliste sur route français.
  - Vincent Simon, footballeur franco-tahitien.
  - Baptiste Morizot, philosophe français.
- 1984 :
  - Melody Thornton, chanteuse américaine du groupe The Pussycat dolls.
  - Mathieu Valbuena, footballeur français.
- 1985 : Jean-Michel Mipoka, basketteur français.
- 1986 : Meskerem Assefa, athlète de demi-fond éthiopienne.
- 1987 :
  - Yunis Abdelhamid, footballeur franco-marocain.
  - Filip Djordjevic, footballeur serbe.
  - Hilary Duff, actrice et chanteuse américaine.
  - Christine Labrie, enseignante et femme politique québécoise.
- 1988 :
  - Bahar Çağlar, basketteuse turque.
  - Marin Čilić, joueur de tennis croate.
- 1989 :
  - Amandine Henry, footballeuse française.
  - Darius Johnson-Odom, basketteur américain.
- 1992 : 
  - Skye McCole Bartusiak, actrice américaine († 19 juillet 2014).
  - Keir Gilchrist, acteur canadien.
- 1994 : Benjamin Axus, judoka français.
- 1995 : Juan Hernangómez, basketteur espagnol.
- 1996 : Michael Ronda, acteur et chanteur mexicain.
- 2000 : Franklin « Frankie » Nathaniel Jonas, acteur américain.
- 2004 : Isack Hadjar, pilote automobile français.

## Décès

### Iersiècleav. J.-C.
- -48 : Pompée, homme d'État romain (° 29 septembre 106 av. J.-C.).

### Xesiècle
- 935 : Venceslas Ier, duc de Bohême, saint des Églises catholique et orthodoxe (° vers 907).

### XIVesiècle
- 1373 : Guillaume Sudre, prélat français (° inconnue).

### XVIesiècle
- 1567 : Hans Staininger, maire de Braunau am Inn, connu pour sa barbe (° 1508).

### XVIIesiècle
- 1612 : Ernst Soner, médecin, naturopathe et socinianiste allemand (° décembre 1572).
- 1626 : François de Bonne de Lesdiguières, chef protestant du Dauphiné, maréchal de France, dernier connétable de France et chevalier de l'ordre du Saint-Esprit (° 1er avril 1543).
- 1676 : Anne-Marie Antigo, religieuse catalane (° 19 janvier 1602).

### XIXesiècle
- 1847 : Ferdinando Visconti militaire italien, géographe, cartographe et spécialiste de la géodésie sicilien (° 3 janvier 1772).
- 1849 : John Ward, peintre britannique (° 28 décembre 1798).
- 1873 : Émile Gaboriau, romancier français (° 9 novembre 1832).
- 1889 : François-Antoine Bossuet, peintre belge (° 21 août 1798).
- 1891 : Herman Melville, romancier, essayiste et poète américain (° 1er août 1819).
- 1895 : Louis Pasteur, chimiste et biologiste français (° 27 décembre 1822).

### XXesiècle
- 1947 :
  - Lucien Coëdel, acteur français (° 30 août 1899).
  - Jâleh Qâem-Maqâmi, poètesse iranienne de langue persane.
- 1950 : Abel Hermant, écrivain et académicien français (° 3 février 1862).
- 1953 : Edwin Hubble, astronome américain (° 20 novembre 1889).
- 1956 : William Edward Boeing, aviateur et entrepreneur américain, pionnier de l’aviation et fondateur de la compagnie Boeing (° 1er octobre 1881).
- 1957 : Augusto Genina, cinéaste italien (° 28 janvier 1892).
- 1962 : Roger Nimier, romancier, journaliste et scénariste français (° 31 octobre 1925).
- 1964 : Adolph « Harpo » Marx, acteur américain (° 23 novembre 1888).
- 1966 : André Breton, poète français (° 19 février 1896).
- 1970 :
  - Gamal Abdel Nasser (جمال عبد الناصر), homme d'État égyptien, président de la République égyptienne de 1956 à 1970 (° 15 janvier 1918).
  - John Dos Passos, écrivain américain (° 14 janvier 1896).
- 1972 : Maurice Thiriet, compositeur français (° 2 mai 1906).
- 1973 : Fernand Raynaud, humoriste français (° 19 mai 1926).
- 1974 : Florelle (Odette Rousseau dite), actrice française (° 9 août 1898).
- 1978 : Jean Paul Ier, pape du 26 août au 28 septembre 1978 (° 17 octobre 1912).
- 1979 :
  - Jean-René Claudel, spéléologue français (° 10 avril 1898).
  - Catherine Hessling, actrice française, première épouse du cinéaste Jean Renoir (° 22 juin 1900).
- 1981 : Rómulo Betancourt, homme politique et journaliste vénézuélien, président du Venezuela de 1945 à 1948 et de 1959 à 1964 (° 22 février 1908).
- 1989 : Ferdinand Marcos, homme politique et avocat philippin, président de la République des Philippines de 1965 à 1986 (° 11 septembre 1917).
- 1991 :
  - Eugène Bozza, compositeur et chef d'orchestre français (° 4 avril 1905)
  - Miles Davis, musicien américain (° 25 mai 1926).
- 1994 : Harry Saltzman, producteur et scénariste d’origine québécoise (° 27 octobre 1915).
- 1997 : Mounir Bachir (منير بشير), musicien irakien (° 1930).
- 1999 : Escott Reid, diplomate canadien (° 21 janvier 1905).
- 2000 : Pierre Elliott Trudeau, homme politique canadien, premier ministre de 1968 à 1979, puis de 1980 à 1984 (° 18 octobre 1919).

### XXIesiècle
- 2002 :
  - Philippe Jacquin, historien, ethnologue et anthropologue français (° 22 janvier 1942).
  - Hartland Molson, homme d’affaires canadien (° 29 mai 1907).
  - Maurice Novarina, architecte français, académicien ès beaux-arts (° 28 juin 1907).
- 2003 :
  - Yūkichi Chūganji (中願寺 雄吉), un temps doyen (japonais) de l'humanité (° 23 mars 1889).
  - Althea Gibson, joueuse de tennis américaine (° 25 août 1927).
  - Elia Kazan (Elias Kazantzoglou dit), réalisateur américain (° 7 septembre 1909).
  - Wilfrid Lemoine, journaliste et animateur de télévision canadien (° 18 juillet 1927).
- 2005 : Pol Bury, peintre et sculpteur belge (° 26 avril 1922).
- 2007 :
  - René Desmaison, alpiniste français (° 14 avril 1930).
  - Adam Kozłowiecki, prélat polonais (° 1er avril 1911).
- 2009 : Ghislain Bouchard, enseignant, homme de théâtre et scénariste québécois (° 1er juin 1932).
- 2010 :
  - Serge Bélair, animateur québécois de radio et de télévision (° 4 octobre 1940).
  - Arthur Penn, réalisateur américain (° 27 septembre 1922).
- 2011 :
  - Pierre Dansereau, biologiste, écologue et enseignant québécois (° 5 octobre 1911).
  - Denise Gence (Denise Louise Marie Martin dite), comédienne française (° 8 mars 1924).
  - Pierre Lesieur, peintre français (° 21 mai 1922).
- 2013 :
  - Sandro Mariátegui Chiappe, homme d'État péruvien (° 9 décembre 1921).
  - Jean-Pierre Pierre-Bloch, homme politique et journaliste français (° 29 janvier 1939).
  - Igor Romichevski, hockeyeur sur glace soviétique puis russe (° 25 mars 1940).
  - Turgut Özakman, dramaturge et écrivain turc (° 1er septembre 1930).
- 2014 :
  - Gérard Farasse, poète et professeur de littérature français (° 30 juillet 1945).
  - Sirkka Polkunen, fondeuse finlandaise (° 6 novembre 1927).
- 2015 :
  - Catherine E. Coulson, actrice américaine (° 22 octobre 1943).
  - Ignacio Zoco, footballeur international espagnol (° 31 juillet 1939).
- 2016 :
  - Çamsulvara Çamsulvarayev, lutteur azerbaïdjanais devenu djihadiste (° 6 septembre 1984).
  - Seamus Dunne, footballeur international irlandais (° 13 avril 1930).
  - Werner Friese, footballeur est-allemand puis allemand (° 30 mars 1946).
  - José Gomes da Rocha, agriculteur et homme politique brésilien (° 12 avril 1958).
  - Gloria Naylor, femme de lettres américaine (° 25 juin 1950).
  - Agnes Nixon, scénariste américaine (° 27 décembre 1927).
  - Shimon Peres / שמעון פרס (Szymon Perski dit), homme d'État israélien plusieurs fois ministre, prix Nobel de la paix en 1994, président de l'État d’Israël de 2007 à 2014 (° 2 août 1923).
- 2017 :
  - Robert Ducret, homme politique suisse (° 10 janvier 1927).
  - Antonio Isasi-Isasmendi, réalisateur espagnol (° 22 mars 1927).
  - Marietta Marich, actrice américaine (° 5 avril 1930).
- 2019 : Gaëlle Voiry, reine de beauté, mannequin et styliste française (° 11 juillet 1969).
- 2020 : Taku Sekine, chef cuisinier japonais.
- 2022 :
  - Michel Ameller, haut fonctionnaire français (° 1er janvier 1926).
  - Coolio,  rappeur, producteur et acteur américain (° 1er août 1963).
  - Rüdiger Döhler, orthopédiste et chirurgien allemand (° 24 août 1948).
- 2023 :
  - Louis Bernatchez, biologiste et professeur d'université canadien (° 2 mai 1960).
  - Ion Druță, écrivain moldave (° 3 septembre 1928).
  - Michael Gambon, acteur irlandais (° 19 octobre 1940).
  - Ganira Pachayeva, femme politique azerbaïdjanaise (° 24 mars 1975).
  - Monkombu Swaminathan, agronome et généticien indien (° 7 août 1925).
- 2024 : 
  - Drake Hogestyn, acteur américain (° 29 septembre 1953).
  - Serge Janquin, homme politique français (° 5 août 1943).
  - Kris Kristofferson, chanteur et acteur américain (° 22 juin 1936).
  - Alexandre do Nascimento, cardinal angolais (° 1er mars 1925).
  - Nabil Qaouk, homme politique et officier libanais (° 20 mai 1964).
  - Jacques Teugels, footballeur international belge (° 3 août 1946).

## Célébrations

### Internationale
- Journée mondiale de la rage célébrée le jour de la mort de Louis Pasteur[22],[23]
- Journée internationale de l'accès universel à l'information[24]
- Journée mondiale de la mer[25]

### Nationales
- États-Unis - Hawaï : Journée internationale du poke[26]
- France : La journée mondiale de la contraception et du droit à l'avortement.
- Philippines : journée nationale d'unité contre la pornographie enfantine[27].
- Taïwan : fête des professeurs.
- Tchéquie : fête nationale commémorant le jour de la mort martyre de Saint Venceslas.

### Saints des Églises chrétiennes

#### Catholiques et orthodoxes
Saints du jour, :
- Alkison (VIe siècle), évêque de Nicopolis (aujourd'hui Prévéza) en Épire.
- Alode († v. 465), évêque d'Auxerre.
- Alphée, Alexandre et Zosime (IVe siècle), martyrs en Pisidie.
- Chariton († v. 350), Abbé près de Bethléem.
- Chuniald et Gisilaire (VIIIe siècle), Prêtres irlandais ou écossais évangélisateurs de la Bavière.
- Dode d'Astarac († ?), sainte gersoise.
- Ennemond († v. 658), évêque de Lyon et martyr.
- Eustochium († 418), moniale à Béthléem.
- Exupère († 415), évêque de Toulouse.
- Fauste († v. 495) - ou « Faustus » -, évêque de Riez, abbé de Lérins, né en Grande-Bretagne.
- Lioba († 782), Abbesse bénédictine à Schornsheim.
- Salonius († v. 459), Évêque de Genève
- Venceslas Ier († 929), fils d'une païenne, Dragomire, éduqué par sa grand-mère sainte Ludmilla, duc de Bohême, assassiné par son frère Bodeslas.
- Willigod et Martin (VIIe siècle), Abbés bénédictins.
- Zama (IIIe siècle), évêque de Bologne.

#### Saints ou bienheureux catholiques
- Amalie Abad Casasempre († 1936), bienheureuse laïque espagnole, martyre de la guerre civile espagnole.
- Bernardin de Feltre († 1494), Franciscain italien.
- Francisco Castelló Aleu († 1936), bienheureux laïc espagnol, martyr de la guerre civile espagnole.
- François-Xavier Ponsa Casallarch († 1936), bienheureux religieux catalan, martyr de la guerre civile espagnole.
- Guillaume Courtet († 1637), prêtre dominicain français martyr au Japon.
- Jean-Paul Ier († 1978), bienheureux pape.
- Jean Shozaburo et 5 compagnons († 1630), bienheureux martyrs japonais.
- Joseph Tarrats Comaposada († 1936), bienheureux jésuite espagnol, martyr de la guerre civile espagnole.
- Lorenzo Ruiz (Laurent Ruiz) et ses 15 compagnons († 1635), martyr philippin, bien que décédé un 29 septembre (1637)[28].
- Lucas Alonso del Espiritu Santo († 1633), prêtre dominicain espagnol martyr au Japon.
- Nicétas Budka († 1949), Evêque et martyr.
- Simon de Rojas († 1626), trinitaire espagnol, surnommé le frère Ave Maria.
- Thiémo († 1102), Évêque de Salzbourg et martyr.

#### Saints orthodoxes
- Auxence (XIIe siècle), ascète.

### Prénoms
Venceslas et sa variante Wenceslas (voir Vincent la veille 27 septembre).
Et aussi :
- Eustochium,
- Exupère,
- Fauste (prénom épicène) et ses variantes masculines : Faust, Fausto ; leurs variantes féminines : Fausta, Faustine, Faustina.
- Konan et ses variantes autant bretonnes : Conan, etc.
- Lucas et ses autres formes[réf. souhaitée] : Luca, Lucca, Lucka, Luckas, Luka et Lukas (voir aussi Luc les 18 octobre, Lucien les 8 janvier etc.).

## Traditions et superstitions

### Dicton du jour
- « À la saint-Francis[30], tout fruit est exquis. »[31]

### Astrologie
- Signe du zodiaque : sixième jour du signe astrologique de la Balance.

## Toponymie
- Plusieurs voies, places, sites ou édifices de pays ou provinces francophones contiennent la date du jour dans leur nom sous différentes graphies possibles : voir Vingt-Huit-Septembre.